# Historia Palestyny
Historia Palestyny – ten artykuł omawia temat historii Palestyny w okresie od początku panowania Bizancjum nad tymi ziemiami w 395 do powstania współczesnego państwa Izrael, które zostało utworzone 14 maja 1948 roku.

## Pod władzą Bizancjum

Imperium Bizantyjskie na przestrzeni dziejów

W 395 roku cesarz Teodozjusz umierając podzielił imperium rzymskie na Cesarstwo zachodniorzymskie i Cesarstwo Wschodniorzymskie (czyli Bizancjum).
W ten sposób Palestyna przeszła w sferę wpływów Bizantyńczyków.

## Pod panowaniem Arabów

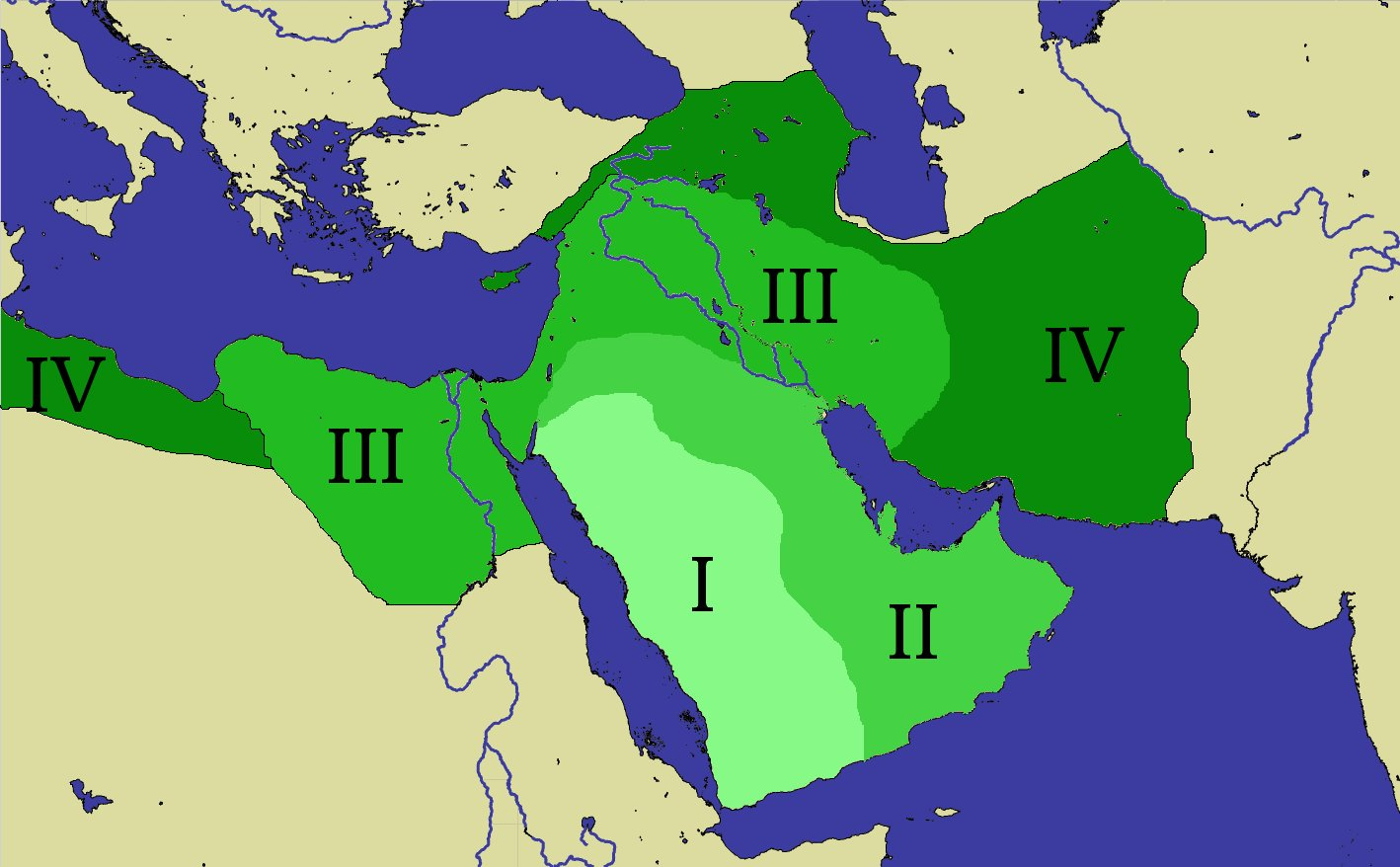
Ekspansja państwa arabskiego za: I – Mahometa, II – Abu Bakra, III – Umara, IV – Usmana

W latach 636-640 Palestyna została podbita przez będących od niedawna muzułmanami Arabów. W 637 roku została zdobyta Jerozolima.

### Kalifat Ummajjadów
W latach 661-750 Palestyna należała do kalifatu Umajjadów, którego stolicą był Damaszek.
Kalifat Umajadów obejmowało bardzo rozległe regiony Syrio-Palestyny, Egiptu, Półwyspu Arabskiego, Mezopotamii i większości ziem Iranu.

### Kalifat Abbasydów

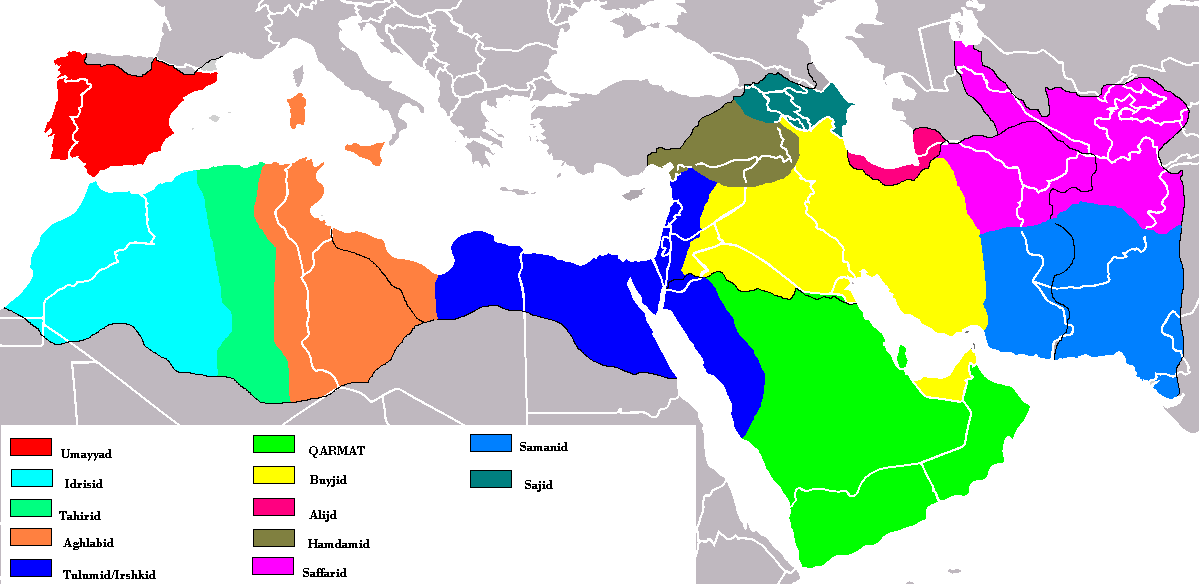
Niezależne Emiraty powstałe w Kalifacie Abbasydów

W latach 750-978 Palestyna należała do kalifatu Abbasydów, którego stolicą był Bagdad.
Abbasydzi prowadzili długotrwałe walki z Cesarstwem Bizantyńskim o panowanie nad Syrią i Anatolią. Równocześnie trwały liczne wewnętrzne konflikty w wielu punktach rozległego kalifatu.
W 956 roku władzę złożono w ręce wezyrów. W tym okresie książęta dzielnicowi uzyskali niezależność w swych prowincjach.

### Kalifat Fatymidów
W latach 978-1079 Palestyna należała do kalifatu Fatymidów.
Kalifat Fatymidów obejmował Egipt, Afrykę Północną, Palestynę i Syrię. Stolica znajdowała się w Kairze.

## Pod panowaniem Seldżuków

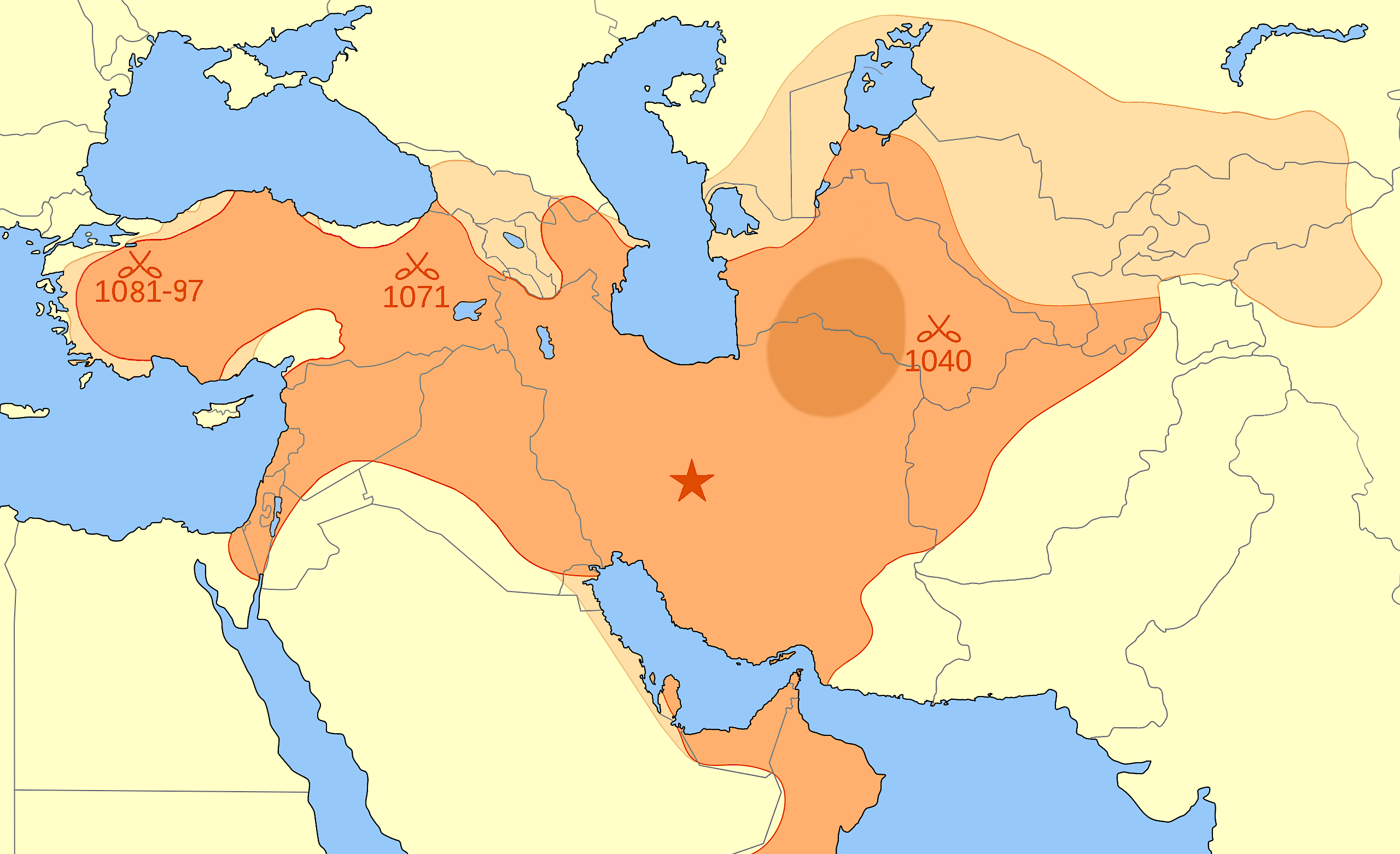
Największy zasięg terytorialny Państwa Wielkich Seldżuków, 1092

W 1079 roku wojska Turków Seldżuckich opanowały Palestynę, włączając ją do państwa Wielkich Seldżuków.
Sułtan Dżalal ad-Dawlah Malikszah I zabronił wstępu do Jerozolimy chrześcijanom wszystkich wyznań. Ciężkie prześladowania dotknęły także żydowską społeczność w Palestynie.
Wieści o prześladowaniach i okrucieństwie Turków doprowadziły do wyruszenia I wyprawy krzyżowej.
Fatymidzi na początku 1098 roku pokonali szybkim szturmem turecką załogę Jerozolimy i przejęli kontrolę nad tym miastem, ogłaszając jego ponowne otwarcie dla chrześcijan. Pomimo to, w 1099 roku krzyżowcy wkroczyli do Palestyny.

## Pod panowaniem krzyżowców

Państwa krzyżowców na Bliskim Wschodzie w 1135 roku

W 1099 roku krzyżowcy (I wyprawa krzyżowa) zdobyli Palestynę i miasto Jerozolimę. Miasto zostało całkowicie splądrowane, a ludność muzułmańska i żydowska wymordowana (Żydów spalono żywcem w synagodze – 15 lipca 1099 r.). Zwycięzcy ustanowili chrześcijańskie Królestwo Jerozolimskie, które obejmowało dawną Fenicję, Syrię i Palestynę. Było to klasyczne państwo feudalne z systemem lennym.
W 1187 roku sułtan Saladyn zdobył Jerozolimę i opanował większą część Palestyny.
V wyprawa krzyżowa odzyskała Jerozolimę w 1229 roku, aby ją ostatecznie utracić w 1244 roku. W 1291 roku padła ostatnia twierdza krzyżowców w Palestynie, Akka. W ten sposób Królestwo Jerozolimskie przestało istnieć.

## Palestyna pod panowaniem Arabów
Drugi okres panowania Arabów nad Palestyną przypadł na lata 1187-1517.

### Palestyna w Sułtanacie Egiptu

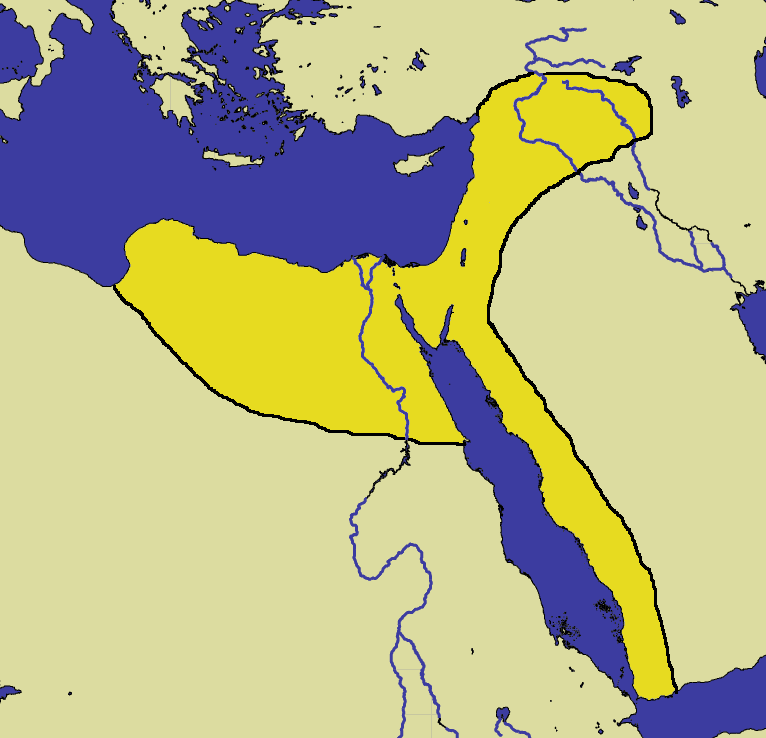
Sułtanat Egiptu w 1189 roku

W 1187 roku krzyżowcy ponieśli klęskę w bitwie pod Hittin i utracili Tyberiadę, Akkę i Jafę. W 1187 roku sułtan Saladyn wkroczył do Jerozolimy. W ten sposób większość terytorium Palestyny weszło w skład sułtanatu Egiptu, w którym rządzili sułtani z dynastii Ajjubidów.

### Palestyna pod panowaniem mameluków

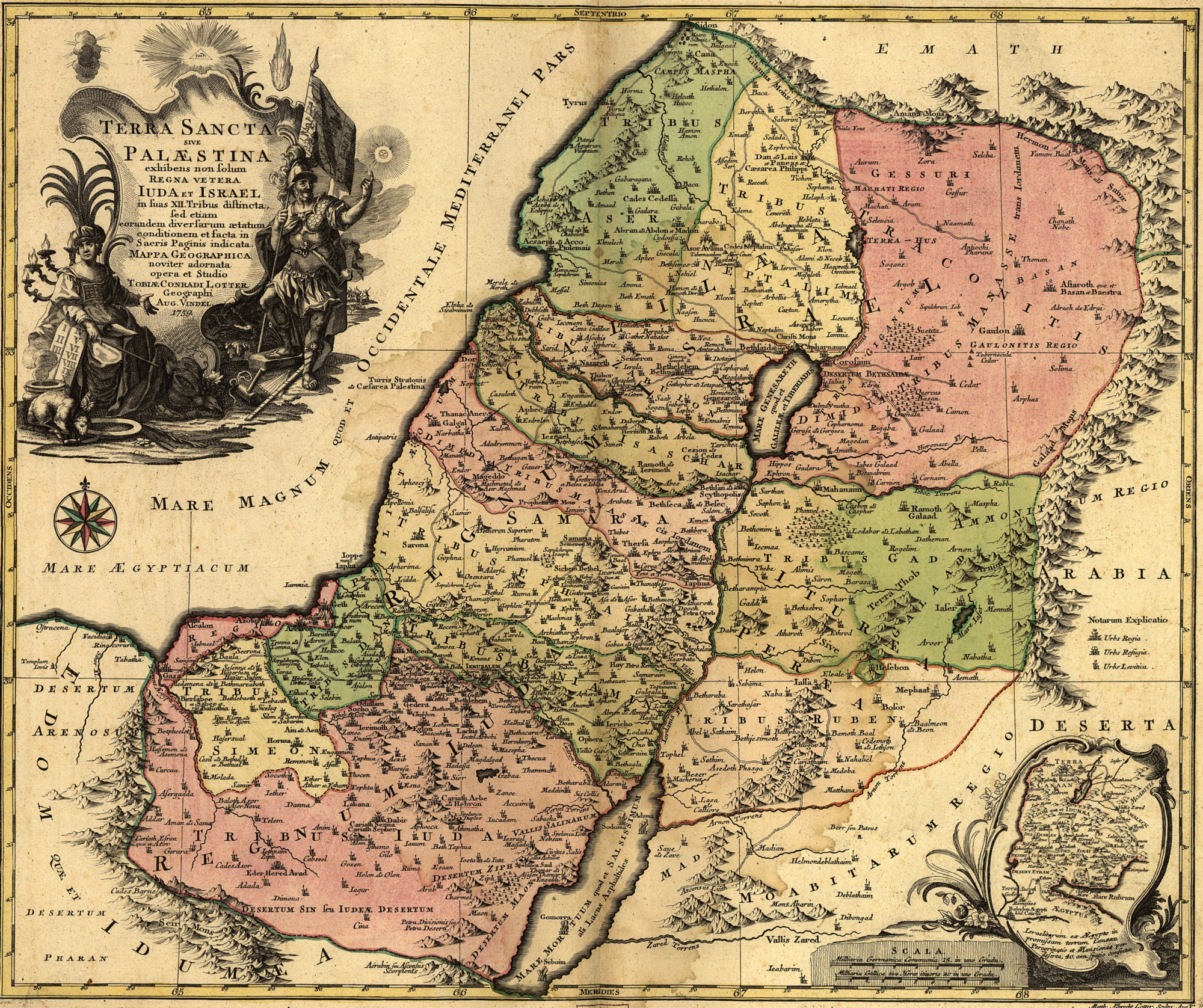
Palestyna 1759

W 1250 roku panowanie nad Jerozolimą rozpoczęli egipscy mamelucy. W następnych latach opanowali oni całą Palestynę.
Do 1517 roku była ona częścią sułtanatu Egiptu.

## Imperium Osmańskie

Rozwój terytorialny Imperium Osmańskiego w latach 1299–1683

W 1517 roku sułtan Selim I pokonał wojska egipskich mameluków w bitwach pod Marj Dabiq i al-Raydaniyya, a następnie zajął Syrię, Palestynę oraz Egipt.
W ten sposób Palestyna znalazła się w Imperium Osmańskim.
Sułtan Selim I prowadził politykę przychylną Żydom i zezwalał na żydowskie osadnictwo w Palestynie. Jednak sama Palestyna została zdegradowana do roli majątku dzierżawionego powoływanym na okres roku poborcom podatkowym.

### Osadnictwo żydowskie w Palestynie

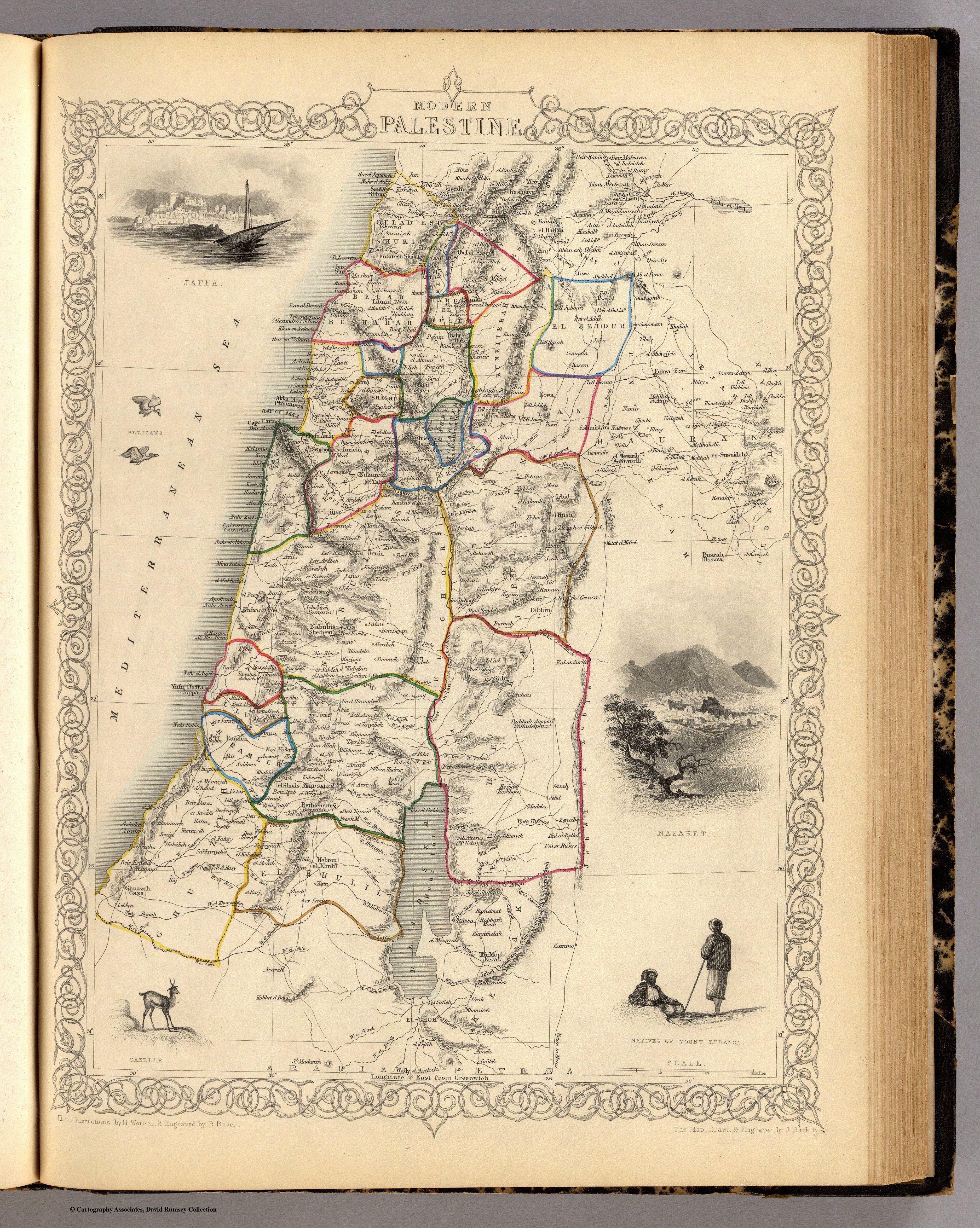
Palestyna 1851

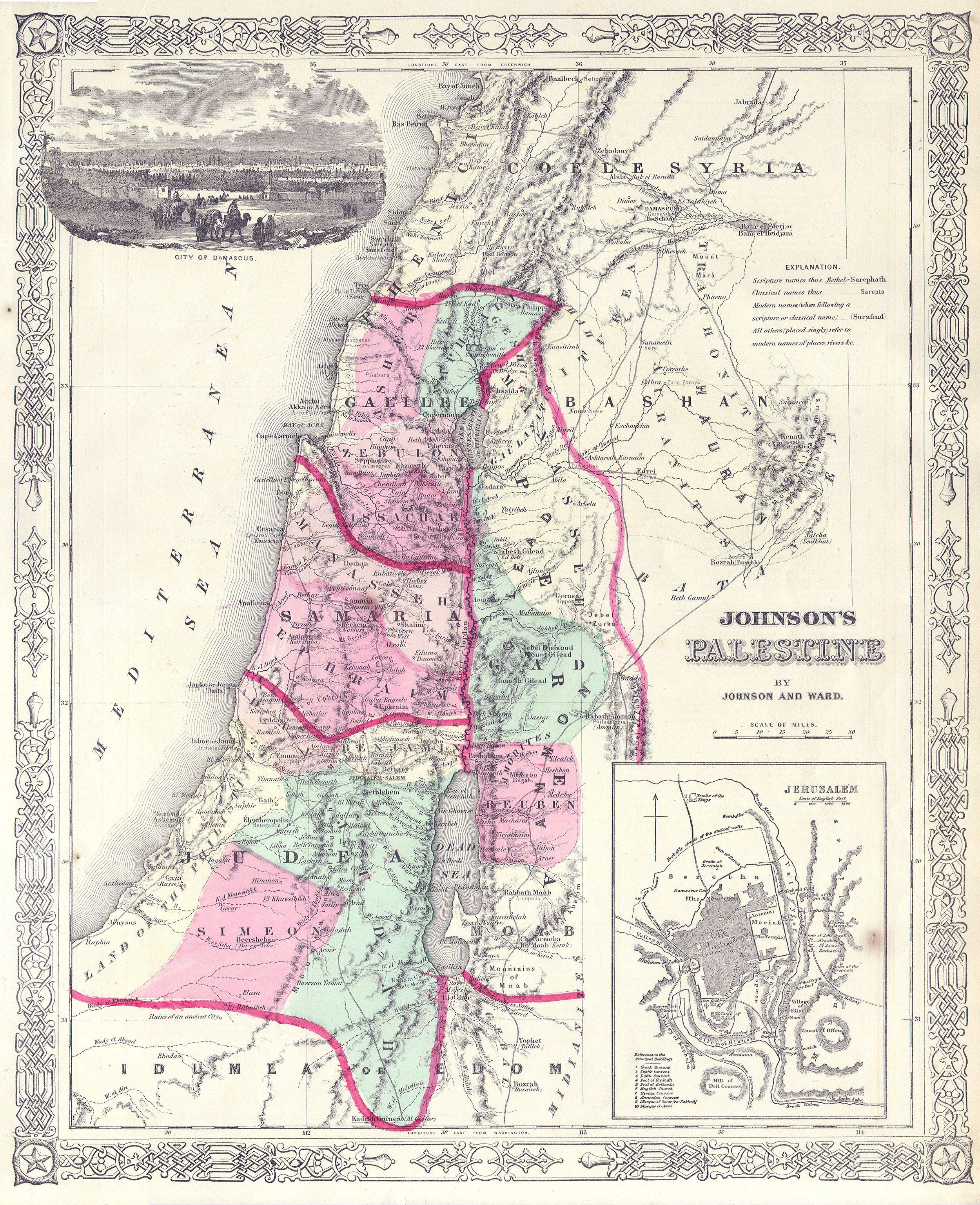
Palestyna 1864

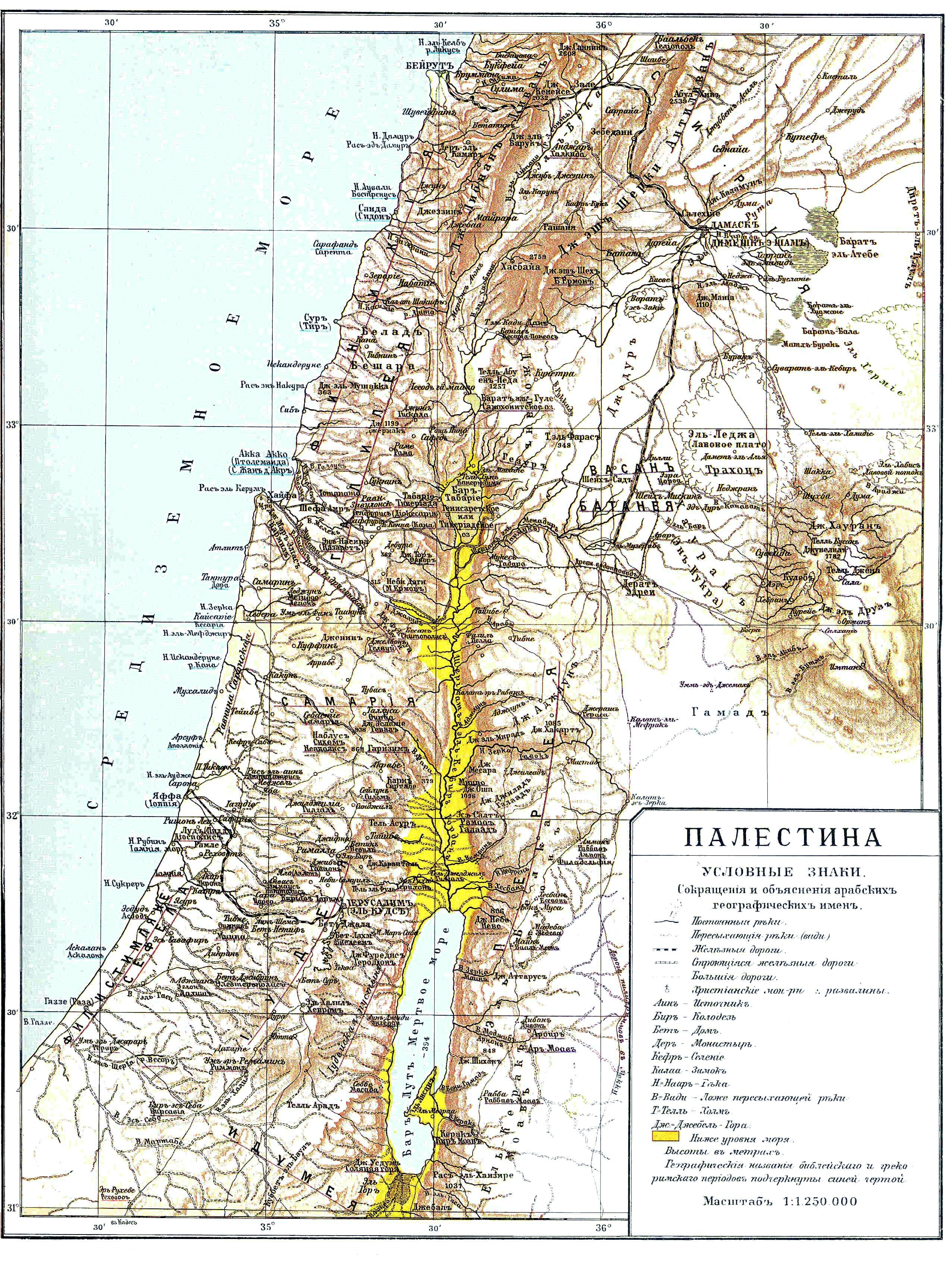
Palestyna 1900

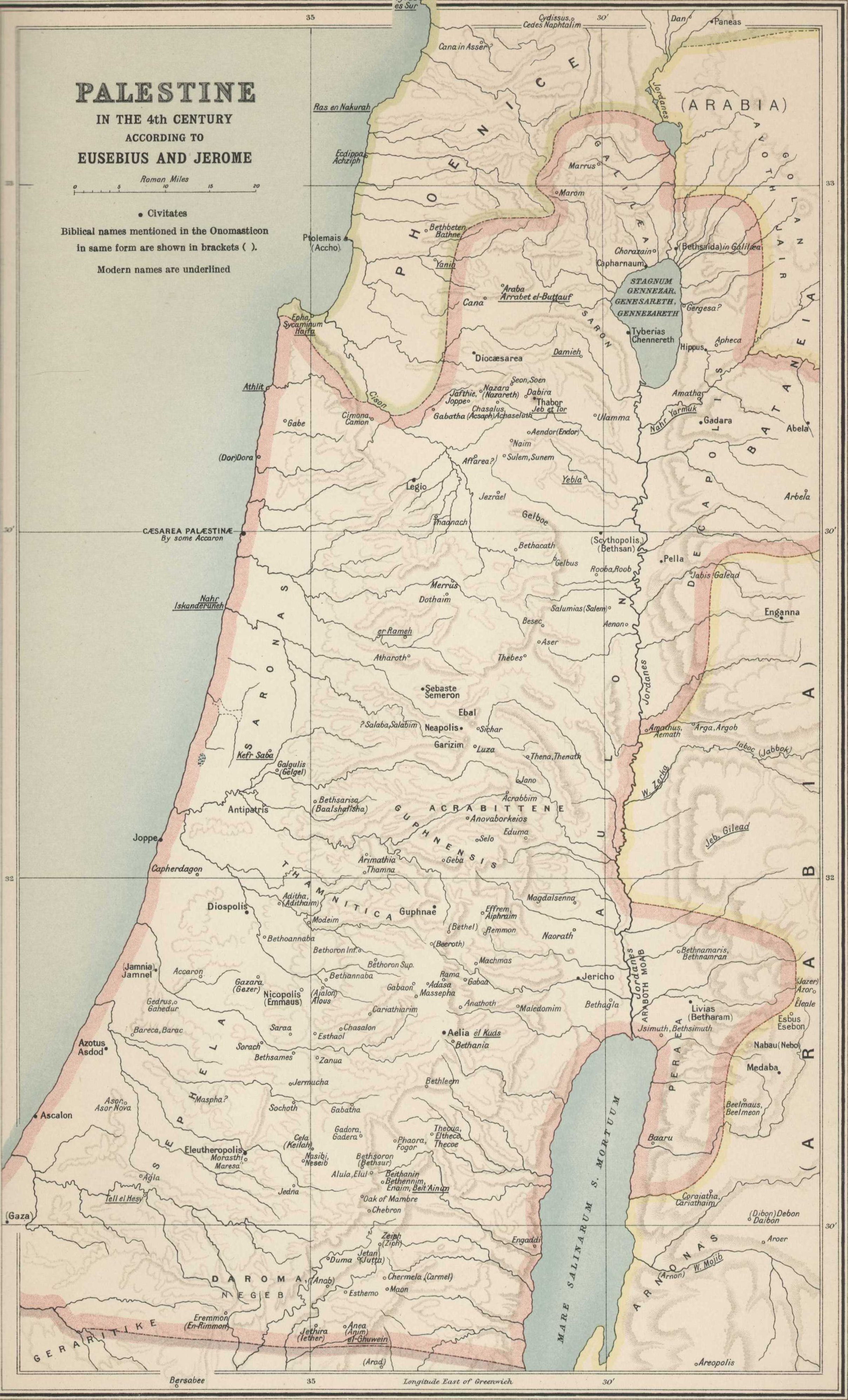
Palestyna 1915

Osadnictwo żydowskie w Palestynie rozpoczęło się od 1841 roku, kiedy to z funduszy brytyjskiego finansisty sir Mosesa Montefiore zakupiono pierwszy gaj pomarańczowy.
W następnych latach powstawały kolejne rolnicze osady: Mikwat Israel (1870), Petach Tikwa (1879) i inne.
W latach 1881–1903 do Palestyny napłynęła pierwsza fala żydowskich emigrantów. Była to tzw. Pierwsza Alija.

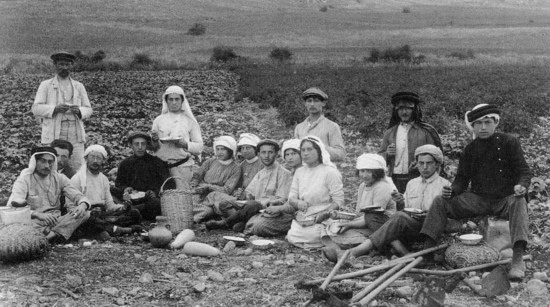
Druga Alija w 1912

Druga Alija przybyła do Palestyny w latach 1904-1913. W 1914 roku w Palestynie istniały już 43 żydowskie kolonie rolnicze, z czego 14 było kibucami.

## Pod władzą Brytyjczyków

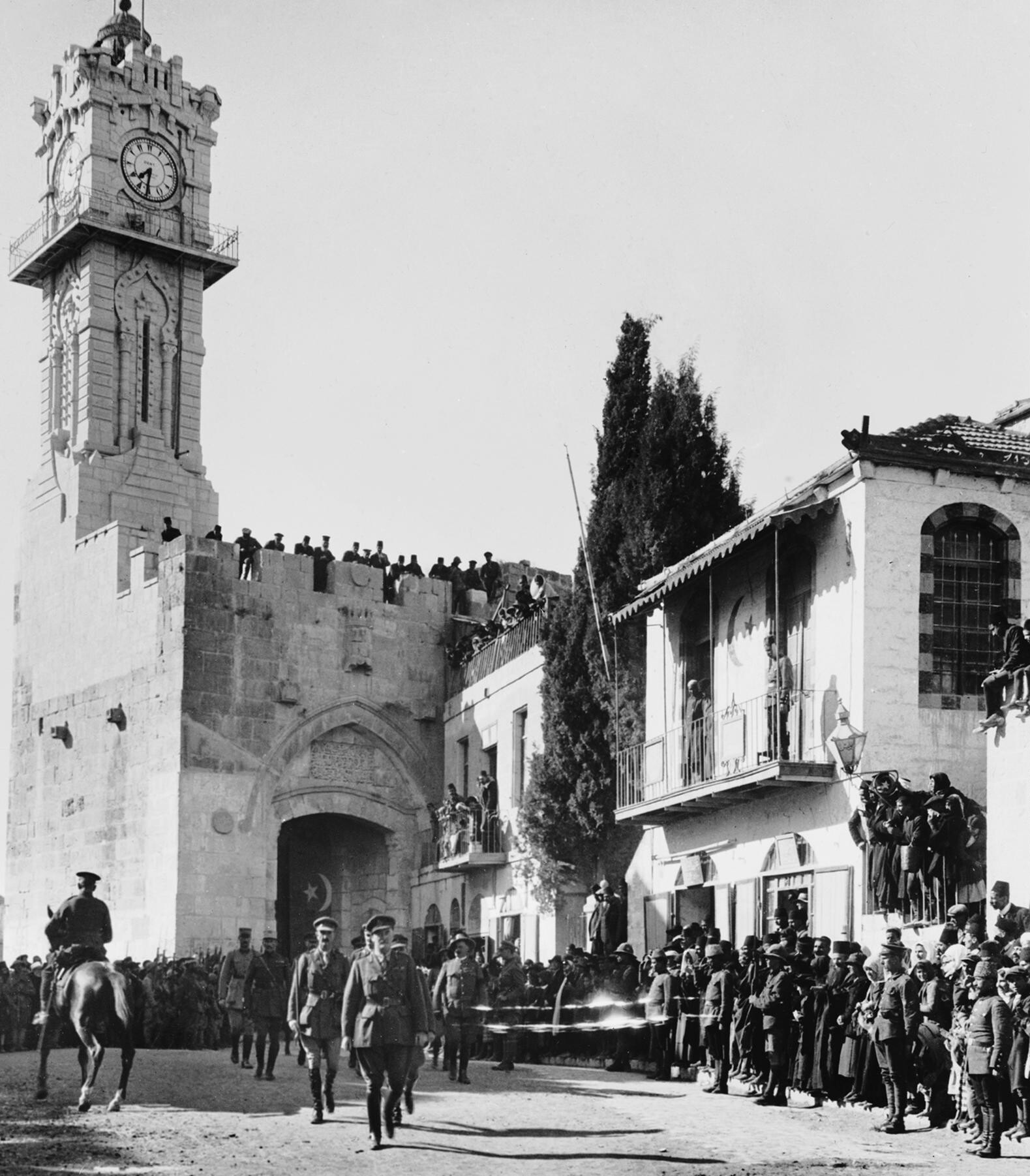
Generał Edmund Henry Hynman Allenby wkracza do Jerozolimy – 1917 rok

Podczas kampanii synajsko-palestyńskiej I wojny światowej, pod koniec 1917 roku tereny Palestyny zajęły wojska brytyjskie. Tym samym Wielka Brytania przejęła pełną kontrolę wojskową nad Palestyną.
Po zakończeniu wojny w 1918 roku pojawiły się spory w kwestii przyszłości Palestyny. Wobec braku zdecydowania zachodnich mocarstw, na Bliskim Wschodzie powstały:
- Francuski Protektorat (Syria i Liban) oraz
- Brytyjski Protektorat (Palestyna, Transjordania i Irak).

### Osadnictwo żydowskie w Palestynie
W latach 1919–1923 do Palestyny przybyła kolejna fala żydowskich imigrantów (Trzecia Alija).

### Mandat brytyjski nad Palestyną

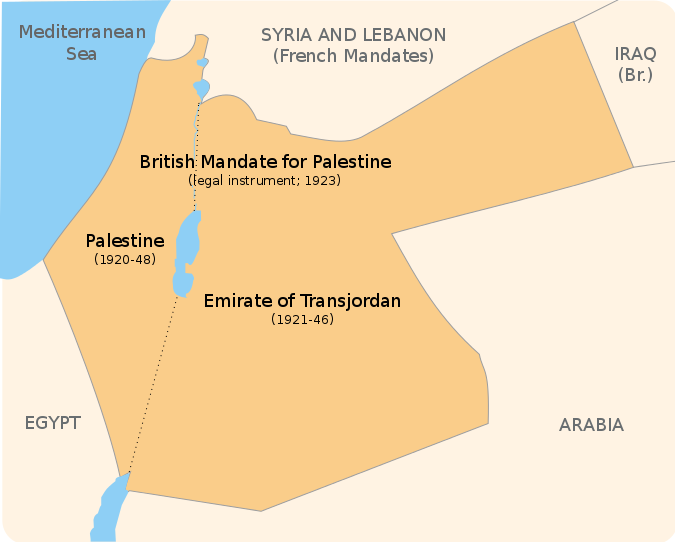
Palestyna 1920

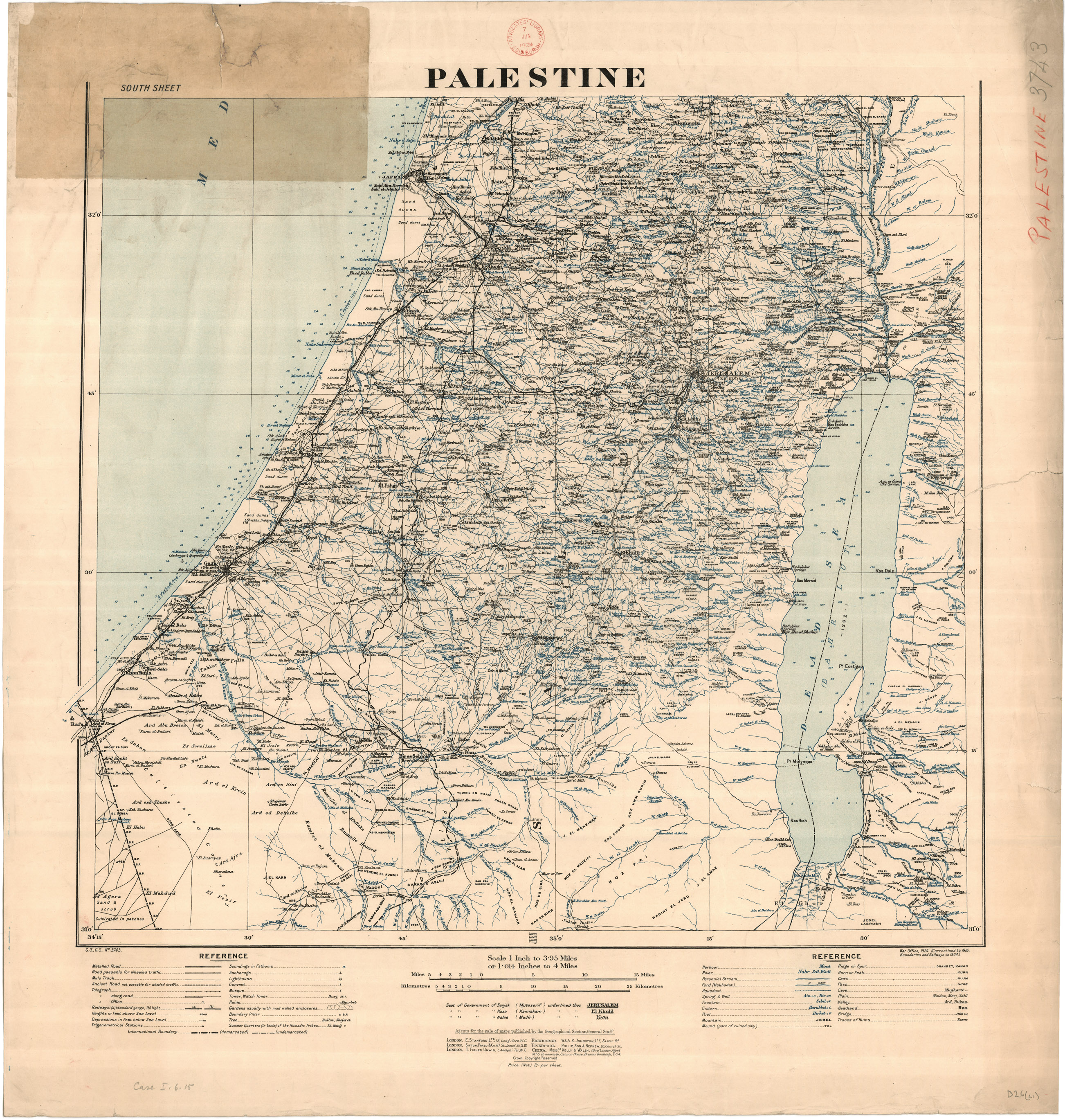
Palestyna 1924

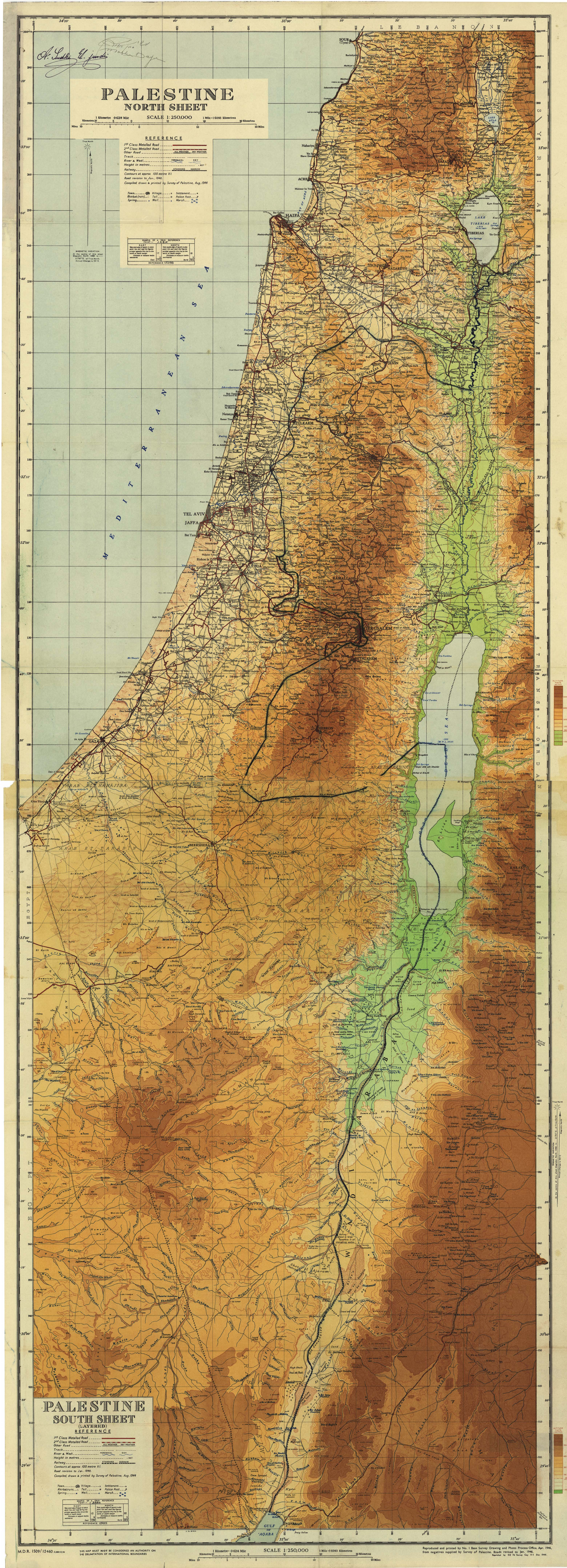
Palestyna 1946

1 lipca 1920 roku oficjalnie Palestyna przypadła Wielkiej Brytanii, na mocy traktatu pokojowego z Turcją, jako terytorium mandatowe.
Zaczął się okres brytyjskiej administracji cywilnej w Brytyjskim Mandacie Palestyny.
W maju 1921 roku Arabowie dokonali krwawych pogromów Żydów w Jafie, jak również w Judei i Samarii. Rozruchy zostały po 3 dniach powstrzymane przez brytyjskie wojsko. W starciach zginęło wówczas 79 Żydów i 48 Arabów.
W latach 1924–1931 do Palestyny przybyła czwarta fala żydowskich imigrantów (Czwarta Alija). Szacuje się, że w tym okresie w Palestynie osiedliło się około 80 tys. Żydów, głównie z Polski.
W 1925 i 1929 roku doszło do arabskich rozruchów w Palestynie. W Hebronie doszło do pogromu 150 żydowskich uczniów szkoły rabinackiej.
W latach 1931–1940 piąta fala żydowskich imigrantów przybyła do Palestyny (Piąta Alija). Szacuje się, że w tym okresie około 250 tys. Żydów osiedliło się w Palestynie. W tej liczbie znajdowało się około 100 tys. Żydów niemieckich, którzy uciekali przed nazizmem z Europy.
W latach 1934–1948 nasiliła się nielegalna żydowska imigracja do Palestyny – ha’apalah (alija bet).
21 kwietnia 1936 roku w Palestynie wybuchły z wielką siłą rozruchy antyżydowskie. Na czele arabskiej rewolty stanął wielki mufti Jerozolimy Al-Hadżdż Muhammad Amin al-Husajni. W starciach zginęło ogółem 300 Żydów, 200 żołnierzy brytyjskich i 2 tysiące Arabów.
W latach 1941–1947 szósta fala żydowskich imigrantów przybyła do Palestyny (Szósta Alija). Byli to nieliczni Żydzi, którym udało się uciec przed zagładą w Europie. Na jesieni 1946 roku podziemne żydowskie organizacje w Palestynie nasiliły swoją aktywność.

## Sprawa Palestyny w ONZ

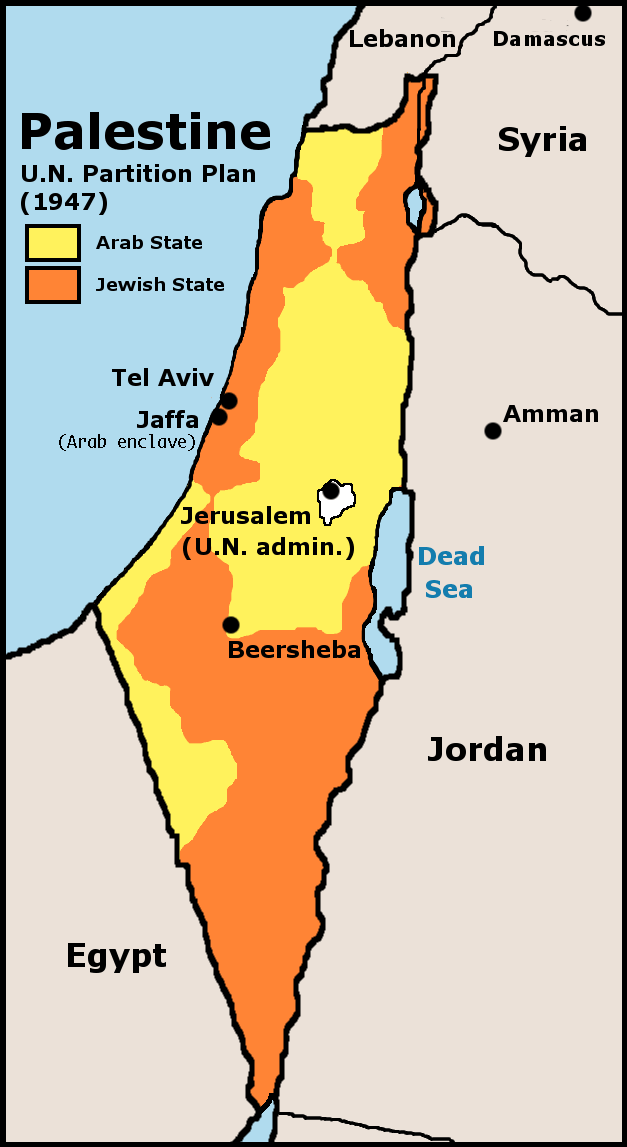
Palestyna 1947

Rząd brytyjski zdawał sobie sprawę, że sytuacja w Mandacie Palestyny wymyka się spod kontroli, dlatego 2 kwietnia 1947 roku oficjalnie przekazał sprawę Palestyny do Organizacji Narodów Zjednoczonych.
13 maja 1947 roku powołano Specjalny Komitet do Spraw Palestyny, który zalecił zakończenie brytyjskiego mandatu nad Palestyną i utworzenie dwóch państw: żydowskiego oraz arabskiego.

## Wojna domowa w Palestynie
Zaraz po przyjęciu decyzji ONZ, arabskie oddziały zbrojne w Palestynie rozpoczęły kampanię ataków na żydowską komunikację pomiędzy osiedlami żydowskimi. Arabska przemoc bardzo szybko przybrała rozmiary prawdziwej wojny domowej.
Pierwszy akt wojny nastąpił 30 listopada 1947 roku, kiedy to został zaatakowany żydowski autobus w pobliżu Lod.

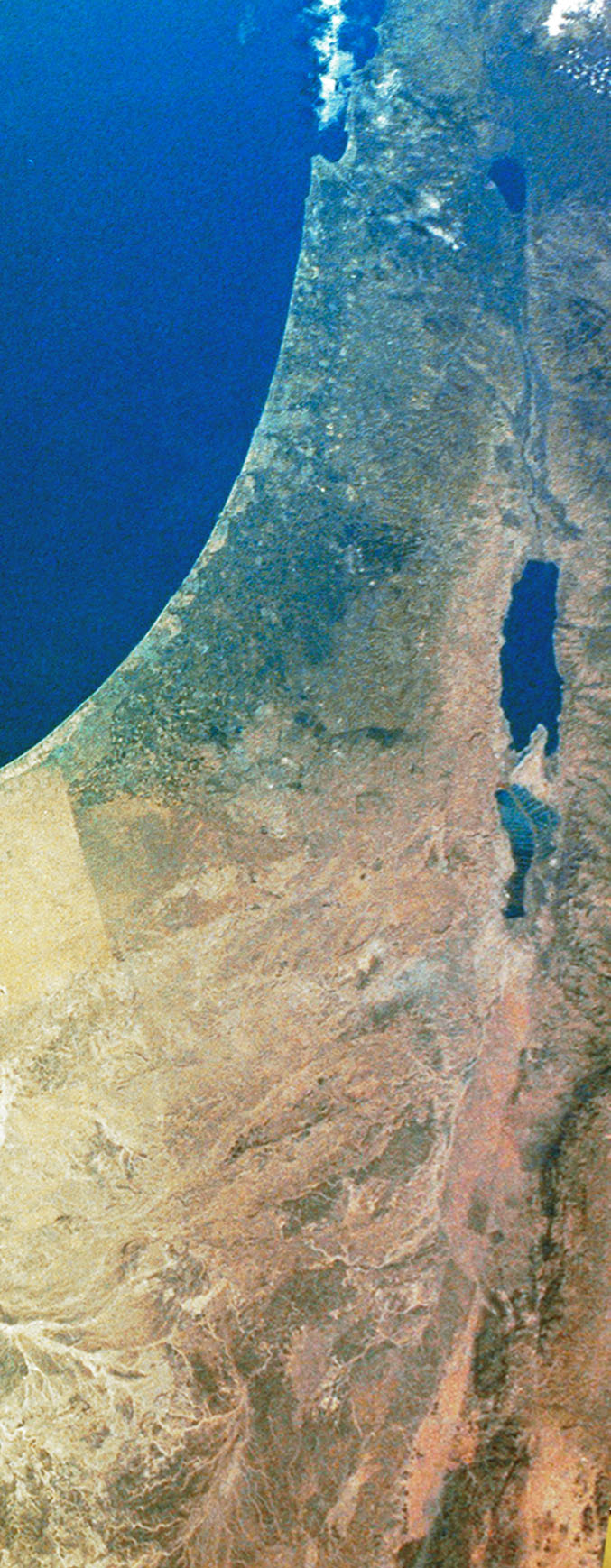
Palestyna 2003